# Niemijärvi (sjö i Lappland, lat 69,38, long 27,78)
Niemijärvi är en sjö i Finland. Den ligger i kommunen Enare i landskapet Lappland, i den norra delen av landet, 1 000 km norr om huvudstaden Helsingfors. Niemijärvi ligger 219,9 meter över havet. Omgivningarna runt Niemijärvi är i huvudsak ett öppet busklandskap. Arean är 55,9 hektar och strandlinjen är 5,7 kilometer lång. Sjön  ingår i Neidenälvens huvudavrinningsområde. 